# Eugen Weber
Eugen Joseph Weber (24 tháng 4 năm 1925 ở Bucharest, România – 17 tháng 5 năm 2007 ở Brentwood, Los Angeles, California) là một sử gia người Mỹ gốc România với sự tập trung đặc biệt về nền văn minh phương Tây.
Weber đã trở thành một nhà sử học vì mối quan tâm về chính trị của mình, sở thích có từ hồi nhỏ lúc ông mới 12 tuổi. Ông mô tả sự nhận thức chính trị của bản thân mình như là hiện thực của bất công xã hội: "Đó là sự bất mãn mơ hồ của tôi đối với hệ thống cấp bậc xã hội, sự khuất phục của giới công chức và nông dân, bạo lực lan tỏa trong đời sống hàng ngày ở một đất nước tương đối yên bình giữa giống dân trông bề ngoài có vẻ hiền lành".
Những cuốn sách và bài báo của Weber đã được dịch ra nhiều thứ tiếng. Tài học uyên bác khiến ông giành được nhiều giải thưởng cao quý, bao gồm hội viên Viện Nghệ thuật và Khoa học Mỹ và các học bổng từ Quỹ Nhân văn Quốc gia, Quỹ Guggenheim, Hội đồng Nghiên cứu Xã hội học Mỹ và Chương trình Fulbright. Tác phẩm dài 1300 trang của ông xuất bản năm 1971 có tựa đề Modern History of Europe: Men, Cultures, and Societies from the Renaissance to the Present (Lịch sử châu Âu hiện đại: Con người, văn hóa và xã hội từ thời Phục Hưng đến nay) được bạn đồng nghiệp khoa lịch sử UCLA Hans Rogger mô tả như "một công việc phi thường về sự tổng hợp và giải thích đã phản ánh học thức sâu rộng của Eugen,". Ngoài giải thưởng và danh hiệu tiếng tăm của Mỹ, ông còn được trao giải Ordre des Palmes Académiques vào năm 1977 vì những đóng góp cho nền văn hóa Pháp.

## Sự nghiệp
Weber là con trai của Sonia và Emmanuel Weber, một nhà công nghiệp tài ba. Khi ông lên mười tuổi, cha mẹ ông đã cho thuê một người gia sư kèm cặp con họ nhưng vị gia sư này không trụ được bao lâu. Từ năm 10 tuổi Weber đã được đọc Ba chàng lính ngự lâm của Alexander Dumas, những tiểu thuyết phiêu lưu của Karl May, thơ của Victor Hugo và Homer. Ông còn đọc cả những tác phẩm của George Sand, Jules Verne và những tác giả khác nữa. Năm lên 12 tuổi, ông được gửi đến trường nội trú ở Herne Bay miền đông nam nước Anh, và sau chuyển tới Ashville College, Harrogate. Suốt Thế chiến II, ông phục vụ trong quân đội Anh đóng ở Bỉ, Đức và Ấn Độ từ năm 1943 đến 1947 được thăng lên tới quân hàm đại úy. Sau đó, Weber nghiên cứu lịch sử tại Sorbonne và Institut d'Etudes Politiques de Paris (Sciences Po) ở Paris. Năm 1950, Weber kết hôn với Jacqueline Brument-Roth. Ông tốt nghiệp bằng Cử nhân năm 1950 và Thạc sĩ từ trường Đại học Cambridge năm 1954. Sau đó ông giảng dạy tại trường Emmanuel College, Cambridge (1953–1954) và Đại học Alberta (1954–1955) trước khi qua Mỹ định cư, sang đây ông giảng dạy lần đầu tại Đại học Iowa (1955–1956) và sau là Đại học California, Los Angeles (UCLA) cho tới tận năm 1993 thì về hưu. Tại trường Đại học Cambridge, Eugen Weber tiến hành nghiên cứu với nhà sử học David Thomson. Ông tiếp tục học lên Tiến sĩ nhưng bài luận văn của ông đã bị từ chối vì giám khảo bên ngoài, Alfred Cobban của trường Đại học London có nhận xét tiêu cực về bài luận văn này, nói rằng nó thiếu nhiều nguồn tư liệu lưu trữ. Eugen Weber đã viết một chuyên mục có tựa đề "LA Confidential" cho tờ Los Angeles Times. Ông còn viết bài cho một số tờ báo nổi tiếng của Pháp, năm 1989 ông góp mặt trong chương trình truyền hình công cộng của Mỹ mang tên The Western Tradition (Lịch sử văn minh Phương Tây), gồm năm mươi hai bài giảng dài tới 30 phút mỗi tập.

## Phương pháp sử học
Weber đã đề ra một cách tiếp cận thực dụng dành cho lịch sử. Ông từng có lời nhận xét: "Chẳng có gì cụ thể hơn lịch sử, chẳng có gì ít dính dáng đến học thuyết hay ý tưởng trừu tượng. Các nhà sử học vĩ đại có rất ít ý tưởng về lịch sử hơn những kẻ nghiệp dư; họ chỉ có mỗi một cách sắp xếp những sự việc để kể nên câu chuyện của họ. Nó không phải là học thuyết mà họ tìm kiếm, mà còn là những thông tin, tài liệu và ý tưởng về cách thức tìm hiểu và xử lý chúng." 

## Ảnh hưởng
Weber cộng tác với một số tranh luận hàn lâm thiết yếu. Tác phẩm của ông: Peasants into Frenchmen: The Modernization of Rural France 1870-1914 (Nông dân thành người Pháp: Sự hiện đại hóa nông thôn Pháp, 1870-1914) là một bài thuyết trình cổ điển về lý thuyết hiện đại hóa. Dù những sử gia khác như Henri Mendras đã đặt giả thuyết rõ rệt tương tự về việc hiện đại hóa nông thôn Pháp, quyển sách của Weber là một trong số những tác phẩm đầu tiên tập trung vào những thay đổi trong giai đoạn từ năm 1870 đến năm 1914. Weber nhấn mạnh rằng trong thế kỷ 19 rất ít công dân Pháp thường xuyên nói tiếng Pháp, mà lại nói những ngôn ngữ địa phương hoặc phương ngữ như tiếng Breton, Gascon, Basque, Catalan, Flemish, Alsatian và Corse. Ngay cả ở các khu vực nói tiếng Pháp trung thành cấp tỉnh thường vượt qua mối ràng buộc đất nước giả định. Từ năm 1870 đến năm 1914, Weber lập luận rằng một số thế lực mới đã thâm nhập vào vùng nông thôn bị cô lập trước đó. Chúng bao gồm hệ thống tư pháp và trường học, quân đội, nhà thờ, đường sắt, đường bộ và một nền kinh tế thị trường. Kết quả là sự chuyển đổi bán buôn của dân cư từ tầng lớp "nông dân", về cơ bản chẳng biết gì về đất nước rộng lớn hơn, thành ra người Pháp.
Tác phẩm Apocalypses: Prophecies, Cults, and Millennial Beliefs through the Ages (Khải huyền: Tiên tri, giáo phái và tín ngưỡng thiên niên kỷ qua các thời đại) ghi chép "những thị kiến khải huyền và những lời tiên tri từ Zarathustra cho đến hôm qua.... bắt đầu với người thời cổ đại phương Tây và phương Đông và đặc biệt là... người Do Thái và những tín đồ Kitô giáo đầu tiên," tìm thấy "một niềm tin tuyệt đối vào tận thế, khi cái thiện giáp chiến cuối cùng với cái ác, đã có mặt ở khắp nơi," truyền cảm hứng cho "Thập tự chinh, khám phá khoa học, tác phẩm nghệ thuật, những chuyến viễn du như của Columbus, các cuộc nổi loạn" và cải cách gồm cả công cuộc giải phóng nô lệ Mỹ.
Weber đã tuyên bố trong bài giảng The Western Tradition (Lịch sử văn minh Phương Tây) năm 1989:
"... hiện chúng ta đang ở cuối thế kỷ 20 với rất nhiều người cô đơn trong một thế giới vô thần—và giờ đây họ không chỉ bị Chúa bỏ rơi mà còn là thực thể vững chắc của sự phán xét và nhận thức". "Thế giới luôn luôn được quản lý một cách đáng hổ thẹn đến nỗi bạn không còn biết kiếm ai để khiếu nại."
Sau khi Weber nghiên cứu kỹ lưỡng toàn bộ lĩnh vực tư tưởng, truyền thống, văn minh và sự tiến triển của phương Tây trong The Western Tradition (Lịch sử văn minh Phương Tây), ông đã chỉ ra một số bài học cổ xưa sâu sắc rút ra từ Kinh Thánh và những lời than vãn trước thực tế là nhiều người ngày nay không còn đọc nó nữa. Là một người theo thuyết bất khả tri, Weber coi Kinh Thánh chủ yếu như là một phần quan trọng của nền văn học sử, gọi đó là: "hình ảnh thu nhỏ của sự khôn ngoan, bạo lực, khát vọng cao độ và những thành tựu độc hại của nhân loại". Ông kết luận bài giảng cuối cùng của mình trong sê-ri The Western Tradition (Lịch sử văn minh Phương Tây) bằng cách ca ngợi người đàn ông phương Tây như một Prometheus và sau đó với cụm từ đầy chất thơ của Wordsworth, bất chấp tất cả mọi thứ, "chúng ta vĩ đại hơn là mình tưởng."
Cuốn tiểu sử năm 2010 của Stanford Franklin nhan đề "Eugen Weber The Greatest Historian of our Times: Lessons of Greatness to the Future" (Eugen Weber nhà sử học vĩ đại nhất trong thời đại chúng ta: Những bài học về sự cao thượng đến tương lai) đã giới thiệu về cuộc đời và tác phẩm của Weber bằng những lời lẽ hùng hồn như là nhà sử học đương đại lớn nhất.

## Tác phẩm
- The Nationalist Revival in France, 1905-1914 (Sự hồi sinh chủ nghĩa dân tộc ở Pháp, 1905-1914), 1959.
- Action Française: Royalism and Reaction in Twentieth Century France (Hành động Pháp: Chủ nghĩa bảo hoàng và phản ứng tại nước Pháp thế kỷ 20), 1962.
- Nationalism, Socialism and National-Socialism in France (Chủ nghĩa dân tộc, chủ nghĩa xã hội và chủ nghĩa quốc xã ở Pháp) French Historical Studies (Tạp chí nghiên cứu lịch sử Pháp), tập 2, 1962. tr. 273–307 in JSTOR
- Satan France-Maçon: la mystification de Leo Taxil (Satan France-Maçon: Sự bao trùm bí mật của Leo Taxil), 1964.
- Varieties of Fascism: Doctrines of Revolution in the Twentieth Century (Sự khác biệt của chủ nghĩa phát xít: Các học thuyết cách mạng trong thế kỷ 20), 1964.
- cùng biên soạn với Hans Rogger, The European Right: A Historical Profile (Phe hữu châu Âu: Một thiên lịch sử), 1965.
- Pierre de Coubertin and the Introduction of Organized Sports in France (Pierre de Coubertin và sự giới thiệu các môn thể thao có tổ chức tại Pháp) tr. 3–26 từ Journal of Contemporary History (Tạp chí lịch sử đương đại), tập 5, 1970.
- Gymnastics and Sports in Fin-de-Siècle France: Opium of the Classes? (Thể dục và thể thao ở Pháp cuối thế kỷ: Thứ thuốc phiện thứ hạng?) tr. 70–98 từ American Historical Review (Tạp chí lịch sử nước Mỹ), tập 76, 1971.
- A Modern History of Europe: Men, Cultures, and Societies from the Renaissance to the Present (Lịch sử châu Âu hiện đại: Con người, văn hóa và xã hội từ thời Phục Hưng đến nay), 1971.
- Peasants Into Frenchmen: The Modernization of Rural France, 1870–1914 (Nông dân thành người Pháp: Sự hiện đại hóa nông thôn Pháp, 1870-1914), 1976.
- The Second Republic, Politics, and the Peasant, (Đệ nhị Cộng hòa, chính trị và nông dân) French Historical Studies (Tạp chí nghiên cứu lịch sử Pháp) tập 11, số 4 (mùa thu, 1980), tr. 521–550 trên JSTOR
- Comment la politique vint aux paysans: A Second Look at Peasant Politicization, (Làm thế nào để chính trị đến với người nông dân: Một cái nhìn thứ hai về chính trị hóa nông dân) American Historical Review, tập 87, 1982 tr. 357–389 in JSTOR
- Fascism(s) and Some Harbingers, (Chủ nghĩa phát xít và một số báo hiệu) Journal of Modern History (Tạp chí lịch sử đương đại) tập 54, số 4, tháng 12 năm 1982
- Reflections on the Jews in France (Suy ngẫm về người Do Thái ở Pháp) từ The Jews in Modern France (Người Do Thái ở nước Pháp hiện nay) Frances Malino và Bernard Wasserstein biên soạn, 1985.
- France, Fin de siècle (Nước Pháp cuối thế kỷ), 1986.
- My France: Politics, Culture, Myth (Nước Pháp của tôi: Chính trị, văn hóa, thần thoại), 1991.
- The Hollow Years: France in the 1930s (Những năm tháng trống rỗng: Pháp trong thập niên 1930), 1994.
- Apocalypses: Prophecies, Cults, and Millennial beliefs through the Ages (Khải huyền: Tiên tri, giáo phái và tín ngưỡng thiên niên kỷ qua các thời đại), 2000.